# Istituto mediterraneo di studi politeisti
L'Istituto mediterraneo di studi politeisti viene fondato legalmente nel 1994 ed ha come scopo principale lo studio, la diffusione della conoscenza di tutte le religioni non-monoteistiche del Mediterraneo.
Per sua scelta l'attività viene indirizzata in ambito prettamente culturale.
Si arrivò alla costituzione dell'istituto dall'esperienza di numerosi gruppi precedenti.
Il nucleo di persone che costituì l'Istituto mediterraneo di studi politeisti è prima transitato, dal 1985, nel Centro di religiosità politeista "Il Teurgo" fondato pochi anni prima da Antonio De Bono. Dopo il distacco, lo stesso gruppo costituì vari altri gruppi e promosse varie iniziative. Il gruppo che ebbe maggiore durata ed attività venne denominato Movimento politeista vicentino.
La decisione di regolarizzare legalmente l'Istituto mediterraneo di studi politeisti sorse dalla necessità di bloccare la repressione che il gruppo dovette subire nel 1994.
L'istituto mediterraneo di studi politeisti è stata la prima organizzazione pubblica che si richiamasse esplicitamente al politeismo ed al paganesimo. I riferimenti teorici furono espressi nel due Manifesti politeisti, che pur venendo pubblicati negli anni 1986 e 1987, non sono per nulla superati.
L'Istituto mediterraneo di studi politeisti ha collaborato con tutte le persone e le organizzazioni intenzionate a far conoscere il politeismo e il paganesimo in Italia.
L'istituto è stato per vari anni il rappresentante italiano del Congresso mondiale delle religioni etniche (WCER), fondato in Lituania. Dopo la costituzione della Federazione pagana l'istituto ha trasferito ad essa la rappresentanza.